# Kafétien Gomis

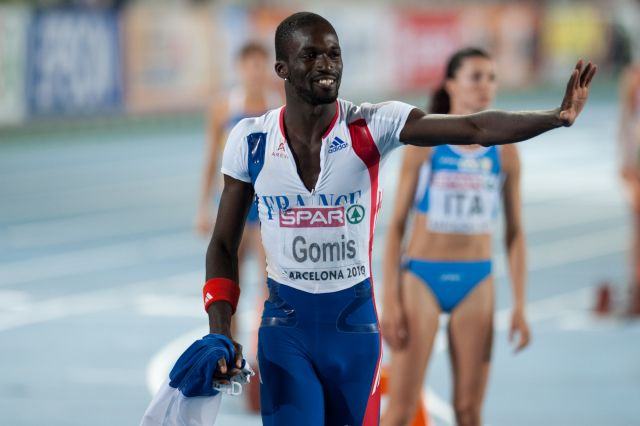
Kafétien Gomis bei den Leichtathletik-Europameisterschaften 2010

Kafétien Antoine Gomis (* 23. März 1980 in Saint-Quentin) ist ein französischer Leichtathlet mit einer Bestleistung von 8,26 m im Weitsprung (2015). Bei einer Körpergröße von 1,85 m beträgt sein Wettkampfgewicht 67 bis 70 kg.

## Leben
Die Familie von Kafétien Gomis stammt aus der Region Casamance im Senegal. Sein Verein ist die ASPTT Lille-Métropole.

## Erfolge

### Bestleistungen
Er ist hauptsächlich Weitspringer, hat aber auch an Sprintwettbewerben teilgenommen. Seine persönliche Bestweite im Weitsprung liegt bei 8,26 m. Dies gelang ihm am 20. Juni 2015 bei der Team-Europameisterschaft in Tscheboksary, bei der er den zweiten Platz im Einzelwettbewerb belegte. Sein bestes Hallenergebnis ist eine Weite von 8,23 Meter, die er am 28. Februar 2016 in Aubière sprang. Im 60-Meter-Lauf ist von ihm eine Zeit von 6,91 s verzeichnet, die er in der Halle am 5. Januar 2006 in Liévin lief, im 100-Meter-Lauf 10,76 s vom 22. Juni 2003 in Tourcoing.

### Weitsprungwettbewerbe
Bei der 22. Sommer-Universiade 2003 in Daegu wurde er im Finale Neunter. Bei seiner bisher einzigen Olympiateilnahme 2004 in Athen kam er mit 7,99 m über die Weitsprungqualifikation nicht hinaus. Bei der 23. Universiade 2005 in Izmir wurde er Siebter. Erfolgreicher war er bei den 19. Europameisterschaften 2006 in Göteborg mit 7,93 m im Finale und dem fünften Platz und exakt der gleichen Weite bei den 29. Halleneuropameisterschaften 2007 in Birmingham und dem vierten Platz. Im Januar 2007 gewann er ein Hallenmeeting in Mondeville vor Yann Domenech und Sebastian Bayer. Mit einem Sprung von 8,09 m gewann er 2007 in Bordeaux vor Salim Sdiri bei den Französischen Hallenmeisterschaften. 2009 konnte er seinen französischen Hallentitel verteidigen. Bei den 30. Halleneuropameisterschaften im März 2009 in Turin erreichte er mit 8,12 m im Finale erneut den vierten Platz. Seine erste internationale Medaille gewann er dann 2010 bei den Europameisterschaften in Barcelona. Nach 8,24 m im letzten Versuch belegte er hinter Christian Reif den zweiten Platz. Ebenfalls Zweiter wurde er beim Leichtathletik-Continentalcup 2010 in Split mit 8,10 m hinter Dwight Phillips, den 31. Halleneuropameisterschaften im März 2011 in Paris hinter Sebastian Bayer und den Spielen der Frankophonie im September 2013 in Nizza mit 7,81 m hinter Adrian Strzałkowski. Bei den Europameisterschaften 2014 in Zürich gewann er mit 8,14 m die Bronzemedaille.